# Ioan Robu
Ioan Robu (6 de novembro de 1944) é um prelado romeno da Igreja Católica Romana. Ele foi arcebispo de Bucareste de 1990 a 2019.
Robu nasceu em Târgu Secuiesc, onde seu pai, natural de Traian, no condado de Neamț, veio trabalhar por um breve período. Graduado pelo Instituto Teológico Católico Romano de Iași, ele foi ordenado ao sacerdócio em 15 de agosto de 1968. Ele então serviu na paróquia católica romana em Craiova e na Catedral de São José em Bucareste. Estudou na Academia Alfonsiana da Pontifícia Universidade Lateranense de 1973 a 1977, obtendo o título de Doutor em Teologia Sacra. Durante o verão de 1977, ele foi pároco em Buzău, e de 1977 a 1983 foi diretor de sua alma mater em Iaşi.
Em 25 de outubro de 1984, o Papa João Paulo II nomeou-o administrador apostólico da Arquidiocese de Bucareste e bispo titular de Cellae em Proconsulari. Ele recebeu sua consagração episcopal em 8 de dezembro em Roma do cardeal Agostino Casaroli. Em 14 de março de 1990 foi nomeado arcebispo de Bucareste.
O Papa Francisco aceitou sua renúncia em 21 de novembro de 2019.